# Florestan und Eusebius
Florestan und Eusebius sind zwei Phantasiefiguren des Komponisten Robert Schumann, die dieser während seiner Tätigkeit als Musikkritiker kreierte und zu seinem Sprachrohr für unterschiedliche Sichtweisen der besprochenen Werke machte. Schumann rechnete sie, obgleich sie fiktiv waren, zu den Davidsbündlern und betitelte in musikalischen Zyklen kleinere Stücke mit ihren Namen (Carnaval) oder gab sie als deren Komponisten aus (Davidsbündlertänze). Die Klaviersonate fis-Moll op. 11 erschien unter beider Namen. Florestan und Eusebius sind zugleich ein seelisches Abbild Robert Schumanns, wie aus seinen Selbstzeugnissen deutlich hervorgeht.

## Hintergrund

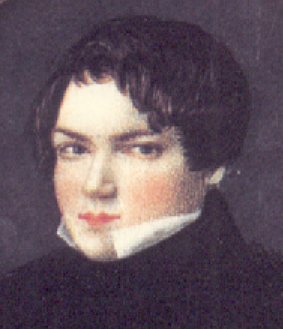
Robert Schumann 1830
Ausschnitt aus einer Miniatur, gemalt auf Elfenbein

Florestan und Eusebius, das „Schelmenpaar“ (Robert Schumann), begleiteten Schumanns schriftstellerische Tätigkeiten als Musikkritiker sein Leben lang. Das Schreiben lag ihm im Blut: Sein Vater August Schumann war Verleger und betrachtete sich selbst als „homme de lettres“; so ist es nicht verwunderlich, dass sein Sohn literarisch gebildet und ebenfalls schriftstellerisch begabt war.
Von Jean Pauls 1804 veröffentlichtem Roman Flegeljahre war Schumann zutiefst berührt. Mit dem in dem Buch beschriebenen, ungleichen Zwillingspaar Vult und Walt konnte sich Schumann identifizieren. Die Entsprechung der Charaktere des sich an keine Konventionen haltenden Vult sowie des ruhigen und bodenständigen Walt mit den Charakteren des extrovertierten, stürmischen Florestan und des elegischen, kontemplativen Eusebius weisen darauf hin, dass die Figuren aus Jean Pauls Roman als Vorbild dienten.
Florestan den Wilden,

Eusebius den Milden,

Tränen und Flammen

Nimm sie zusammen

In mir beide

Den Schmerz und die Freude.

(Schumann in den Liebeszeiten an Clara)

## Florestan und Eusebius in Schumanns Musikkritiken
Florestan und Eusebius erschienen zum ersten Mal öffentlich in einer Kritik zu dem von Frédéric Chopin komponierten Klavierwerk über das Duett Là ci darem la mano („Reich mir die Hand, mein Leben“) aus der Oper Don Giovanni von Wolfgang Amadeus Mozart. Die Kritik wurde 1831 unter dem Pseudonym Julius in der Leipziger Allgemeinen musikalischen Zeitung veröffentlicht, dem Organ, dem Schumann mit seiner Neuen Zeitschrift für Musik ab 1834 Konkurrenz machte. Die Kritik präsentierte sich in novellistischer Form, was zu der damaligen Zeit ein geläufiges Stilmittel war. Schon der Schriftsteller E.T.A. Hoffmann hatte mit seiner literarischen Figur, dem „Kapellmeister Johannes Kreisler“, poetisierende Musikkritiken für die Leipziger musikalische Zeitung abgefasst. Auch der Komponist Claude Debussy erfand Jahrzehnte später für seine Musikkritiken einen fiktiven Gesprächspartner, „Monsieur Croche“ – der allerdings keinesfalls poetisch gesinnt, sondern eher humorlos und trocken daherkam.
Die charakterliche Verschiedenheit von Florestan und Eusebius folgt einer beabsichtigten Dramaturgie: Schumann nutzte sie zur Darstellung unterschiedlicher Sichtweisen auf die von ihm besprochenen Stücke. In einigen Kritiken spiegelt die antithetische Betrachtungsweise allerdings weniger eine unterschiedliche Kunstanschauung als vielmehr das unterschiedliche Temperament der als Sprachrohr dienenden Figuren. Florestan und Eusebius zur Seite gestellt ist häufig Meister Raro (ursprünglich stand für diesen Friedrich Wieck Pate). Er nimmt die Funktion eines objektiven Betrachters ein und mildert Polarisierungen ab.
„Florestan und Euseb ist meine Doppelnatur, die ich wie Raro gern zum Mann verschmelzen möchte.“

(Schumann in einem Brief an Heinrich Dorn am 14. September 1836)
Auch dort, wo Florestan und Eusebius nicht in Kritiken erwähnt oder als deren „Autoren“ ausgewiesen sind, prägen ihre Eigenschaften und teilweise ihre Unartigkeiten viele von Schumanns Texten. Schumann war ein Mensch mit oft widersprüchlichen Empfindungen und bei der Gestaltung seiner Kritiken wie beim Komponieren nicht nur formal, sondern auch im Stil sehr vielseitig. Von sanftem Hohn bis scharfem Spott, von stiller Zustimmung bis hochfliegender Begeisterung war ihm nichts fremd und seine Neue Zeitschrift für Musik ein ideales Feld zum Experimentieren. Gern erwähnt wird in diesem Zusammenhang seine Kritik zu Giacomo Meyerbeers Oper Der Prophet (Le Prophete), die als die kürzeste Kritik in die Musikgeschichte Eingang gefunden hat, hatte Schumann sie doch nach dem Besuch der Aufführung nicht etwa als Besprechung, sondern mit einem † versehen als Todesanzeige in seine Zeitung gesetzt.
Der letzte kritische Zeitungsbericht Schumanns galt unter dem Titel Neue Bahnen Johannes Brahms, den er darin in nahezu hymnischem Ton als den großen zukünftigen Komponisten ankündigte.
Das Schreiben von Musikkritiken war Anfang des 19. Jahrhunderts in mancher Hinsicht eine Herausforderung: Es gab zu der Zeit bei weitem nicht so viele musikalische Aufführungen von Instrumental- oder Orchesterwerken, wie man sie heute wie selbstverständlich hinnimmt. Man traf auch nicht sehr viele herausragende Künstler oder Orchesterensembles an. Schumann hatte – in Leipzig wohnend – zwar Glück, denn das Leipziger Gewandhausorchester war eines der besten seiner Zeit, dennoch: Musikkritiken wurden häufig weniger nach Aufführungen denn vielmehr auf der Grundlage des Studierens der Noten bzw. Partituren gefertigt. Auch Schumann setzte sich ans Klavier und spielte die Neuerscheinungen durch, um sie später qualitativ zu bewerten.

### Eusebius
Besprechung der Sonate in c-Moll von Delphine Hill Handley (1835, gekürzt):
Tritt nur näher, zarte Künstlerin, und fürchte dich nicht vor dem grimmigen Wort über dir („Kritik“ stand als Überschrift). Der Himmel weiß, wie ich in keiner Hinsicht ein Menzel, sondern eher wie Alexander bin, wenn er nach Quintus Curtius sagt: „Mit Frauen kämpfe ich nicht, nur wo Waffen sind, greife ich an.“ Wie einen Lilienstengel will ich den kritischen Stab über deinem Haupte wiegen, oder glaubst du, ich kenne die Zeit nicht, wo man reden will und nicht kann vor Seligkeit, wo man alles an sich drücken möchte, ohne noch eines gefunden zu haben, und wo es die Musik ist, die uns das zeigt, was wir noch einmal verlieren werden? – da irrst du. Wahrhaftig, ein ganzes achtzehntes Jahr liegt in der Sonate; hingebend, liebenswürdig, gedankenlos – ach! (...) Hätte ich doch dabei sein können, wie sie die Sonate niederschrieb! Alles hätte ich ihr nachgesehen, falsche Quinten, unharmonische Querstände, kurz alles, denn es ist Musik in ihrem Wesen, die weiblichste, die man sich denken kann. Ja sie wird sich zur Romantikerin hinaufbilden, und so ständen mit Clara Wieck zwei Amazonen in den funkelnden Reihen. Nur eines kann sie noch nicht zusammenbringen: Die Komponistin mit der Virtuosin, an die ich bei ihrem früheren Namen denke. Sie wollte zeigen, daß sie auch Perlen habe, um sich zu schmücken. Das ist aber in der Dämmerungsstunde gar nicht nötig, wo man, um glücklich zu sein, nichts verlangt als Einsamkeit, und um glücklich zu machen, eine zweite Seele. Und so lege ich die Sonate mit mancherlei Gedanken aus der Hand.
Eusebius

### Florestan
Besprechung der Grand Sonate élégique für Klavier f-moll, op. 33 [recte: op. 32] von Carl Loewe (1835, Auszug):
Jetzt an den Löwen! – Blitzen gleich gehen junge Kritische am liebsten nach hohen Stellen, wie nach Kirchtürmen und Eichenbäumen. So himmelfest ich überzeugt bin, daß mein liebenswürdiger Eusebius manches in der Delphine-Sonate gefunden, was nicht darin steht, so sehr könnte ich mich jetzt im umgekehrten Fall befinden. Deutlich sah ich’s an einer Stelle gleich im Anfang, über die ich ganz passabel wüthete. Himmel dachte ich während des Fortspielens, viermal einem Menschen zu sagen, daß man wenig sage, scheint mir doch zuviel – und dann diese philiströsen Verzierungen! Und dann die Klarheit im Allgemeinen! (...) Im Scherzo fing ich an, mich über meine Wuth heimlich zu ärgern und glaubte Ruhe zu haben vor der (musikalischen) Figur. Das Finale beginnt, harmlos spiel’ ich fort, da klingt pianissimo legatissimo das fürchterlich bekannte (Melodiezitat), guckt in runden und eckigen Gestalten allerorten hervor und nun vollends zum Schluß, um mich ganz außer mir zu bringen, tipst es und tapst es (...) Zwei Stunden lang klang mir die Figur in den Ohren nach und dem Loewe gewiß das rechte, denn ich lobte ihn inwendig um manches an der Sonate (...)
Florestan

## Florestan und Eusebius als Abbilder von Schumanns „Ich“

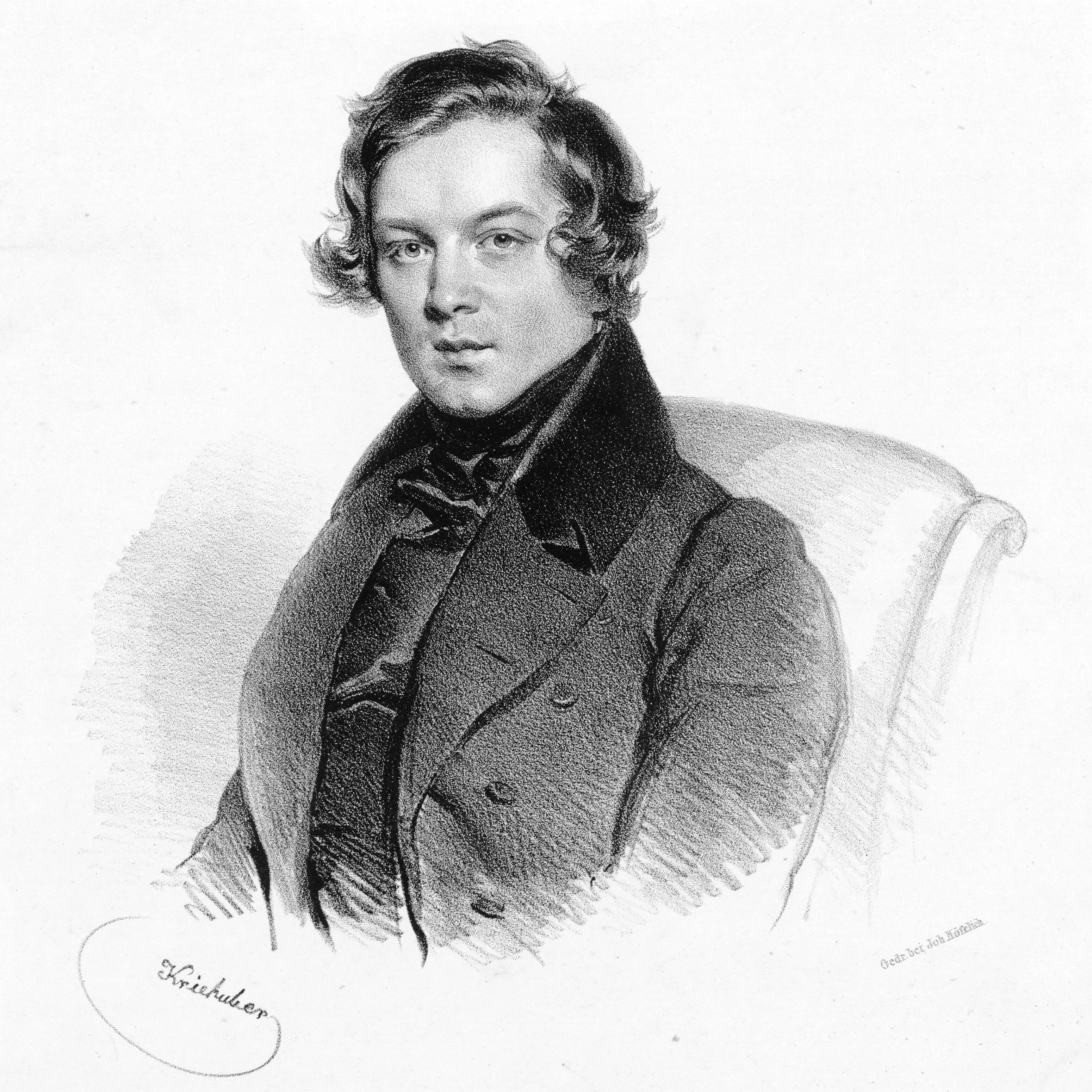
Robert Schumann, Wien 1839
Lithographie von Joseph Kriehuber

Dass Schumann Florestan und Eusebius als Abbilder seiner eigenen, persönlichen seelischen Befindlichkeiten sah, wird besonders deutlich in seinen selbstironischen Gedichten für Clara Wieck (Schumann schreibt Clara) von 1838:
An eine gewisse Braut, die durchaus keinen Zwanziger zum Mann haben will
- Zürnt Florestan,
Schmieg dich an Eusebius an!

- Eifersüchtig wohl Florestan ist,
Doch voller Glauben Eusebius –
Wem gibst Du am liebsten den Hochzeitskuß?
Der Dir und sich am treusten ist.

- Und willst Du den Pantoffel schwingen,
Hast Du mit zweien zu ringen –
Wer wird dann siegen,
Wer unterliegen?

- Dann führen wir großmütig Dich zum Thron,
Stellen uns zur Linken und zur Rechten –
Und willst Du den einen ächten,
Weisest Du auch den andern davon?

## Florestan und Eusebius in Schumanns Kompositionen

Florestan und Eusebius als Komponisten der Davidsbündlertänze op. 6

Florestan und Eusebius als Komponisten der Pianoforte-Sonate op. 11

Schumann stellte Florestan und Eusebius nicht nur als Charakterstücke im Carnaval op. 9 dar, sondern gab sie sogar als Komponisten aus. Sowohl die Davidsbündlertänze op. 6 als auch die Klaviersonate fis-Moll op. 11 wurden in den Erstausgaben als Werke von Florestan und Eusebius bezeichnet. Diese beiden Klavierwerke sah Schumann selbst als Ausdruck der innigen Liebe zwischen sich und Clara Wieck an.
Die Davidsbündlertänze beginnen mit einem Zitat aus einer Mazurka Clara Wiecks („Motto von C. W.“). Deren Anfangsmotiv bestimmt die meisten der Davidsbündlertänze, die allerdings nach Schumanns eigener Aussage weniger Tänze sind, als vielmehr Polterabend- und Hochzeitsgedanken. Ein „Alter Spruch“ als Motto deutet die seelischen Belastungen und die Hoffnungen an, die mit der von Claras Vater bekämpften Liebe verbunden waren:
In all’ und jeder Zeit

Verknüpft sich Lust und Leid.

Bleibt fromm in Lust und seyd

Dem Leid mit Mut bereit
Im ersten Satz der Klaviersonate op. 11 verbinden sich Themen Clara Wiecks (aus deren op. 5) und Robert Schumanns. Auf dem Deckblatt der Erstausgabe steht:

| PIANOFORTE-SONATE CLARA zugeeignet von FLORESTAN und EUSEBIUS |